# كارلوس ريمي
كارلوس ريمي (24 يوليو 1968 في سانت لوسيا - )  (بالإنجليزية: Carlos Remy)‏ هو لاعب كريكت بريطاني. لعب مع نادي مقاطعة ليسترشاير للكريكت ‏ ونادي مقاطعة ساسكس للكركيت ‏ وMiddlesex Cricket Board ‏.

## وصلات خارجية
- كارلوس ريمي على موقع إي آس بي آن كريك إنفو (الإنجليزية)